# WWE 24/7 Championship
El WWE 24/7 Championship (Campeonato 24/7 de la WWE en español) fue un campeonato de lucha libre profesional creado y utilizado por la promoción de la lucha libre profesional estadounidense WWE. Era un campeonato terciario que poseía la regla especial de que podía ser defendido «24/7», es decir, podía ser defendido en cualquier momento, en cualquier lugar, siempre que hubiera un árbitro de la WWE presente. Debido a esta regla, el campeonato se defendía en todas las marcas de la WWE: Raw, SmackDown, 205 Live, NXT y NXT UK, así como fuera de los programas regulares de la WWE, a menudo con videos publicados en el sitio web y cuentas de redes sociales de la WWE. Además era un campeonato intergénero, ya que tanto hombres como mujeres podían ganarlo. La última campeona fue Nikki Cross.
El título fue presentado por Mick Foley en el episodio del 20 de mayo de 2019 de Monday Night Raw, donde Titus O'Neil se convirtió en el campeón inaugural. Es similar al anterior Campeonato Hardcore de la WWE, que también tenía una «regla 24/7». La regla 24/7 también puede ser suspendida temporalmente por una figura de autoridad, generalmente realizada durante un combate programado por el título, o luchas no titulares que involucran al campeón.

## Historia
Durante el evento de pago por visión Money in the Bank 2019 el 19 de mayo, la WWE anunció que se presentaría un nuevo campeonato en el episodio de Raw de la noche siguiente, donde Mick Foley presentó el Campeonato 24/7 de la WWE. Al igual que el antiguo Campeonato Hardcore de la WWE y su «regla 24/7», el Campeonato 24/7 se puede defender en cualquier momento y en cualquier lugar (es decir, en un Falls Count Anywhere match), siempre que haya un árbitro presente, de ahí su nombre. Debido a esto, Foley dijo que el título se puede defender en Raw, SmackDown, 205 Live, NXT y NXT UK. También dijo que las leyendas de la WWE podrían regresar y desafiar por el título. Después de su anuncio, Foley colocó el cinturón del título en el cuadrilátero y dijo que quien obtuviera el campeonato primero en una arrebatiña se convertiría en el campeón inaugural. Titus O'Neil se convirtió en el campeón inaugural al hacerlo, superando a EC3, No Way Jose, Cedric Alexander, Eric Young, Mojo Rawley, Luke Gallows, Karl Anderson y Drake Maverick para reclamar el campeonato.
A pesar de ser una estipulación del campeonato, la regla 24/7 puede ser suspendida temporalmente por una figura de autoridad. Esto generalmente ocurre cuando el campeón está involucrado en un combate no titular. Por ejemplo, después de que Elias ganó el título después de derrotar a R-Truth en el episodio del 28 de mayo de 2019 de SmackDown Live, Shane McMahon suspendió la regla hasta después de su combate por equipos programado esa misma noche, en el que participaron tanto Elias como Truth. La regla también puede suspenderse durante un combate programado con anterioridad por el título para evitar que otros luchadores se involucren durante el mismo. Por ejemplo, cuando R-Truth perdió el título ante Elias en un Lumberjack match en el episodio del 4 de junio de SmackDown Live. Otro ejemplo es cuando el entonces campeón R-Truth fue invitado a Miz TV de The Miz y durante un combate programado posterior contra Drake Maverick, ambos en el episodio del 24 de junio de Raw.
Según el periodista de lucha libre profesional Dave Meltzer, la idea del título fue propuesta por el USA Network, en el que Raw y SmackDown se transmiten, en un intento por aumentar los índices de audiencia durante la tercera hora de Raw. La audiencia de ambos programas había estado disminuyendo; los episodios de Raw y SmackDown del 29 y 30 de abril de 2019, respectivamente, alcanzaron un mínimo histórico para las transmisiones no festivas fuera de la temporada de fútbol americano, y la audiencia disminuyó más durante la tercera hora de Raw.

## Recepción
El campeonato recibió una reacción negativa de la multitud en vivo, que lo abucheó durante su anuncio. Reacciones similares fueron repetidas en redes sociales. Foley dijo que la mala recepción probablemente se debió a que los fanáticos querían ver el regreso del Campeonato Hardcore en lugar de este nuevo título. Foley tenía la esperanza de que le devolvería la diversión y la emoción que el Campeonato Hardcore tenía con su regla 24/7, pero sin el mismo peligro. El luchador Edge también dijo que el concepto era divertido, pero el título «[era] el campeonato más feo jamás creado». A Mike Johnson, de Pro Wrestling Insider, le gustó el concepto, pero que la introducción fue «tonta», ya que los fanáticos «creyeron, solo por un segundo, que este cinturón iba a ser algo que iba a traer un borde filoso de vuelta».
En pocas semanas, el título obtendría los segmentos más vistos de Raw y SmackDown, obteniendo millones de vistas cada uno por video. El múltiples veces campeón R-Truth fue votado por los fanáticos de la WWE como su campeón favorito en junio de 2019.

## Campeones

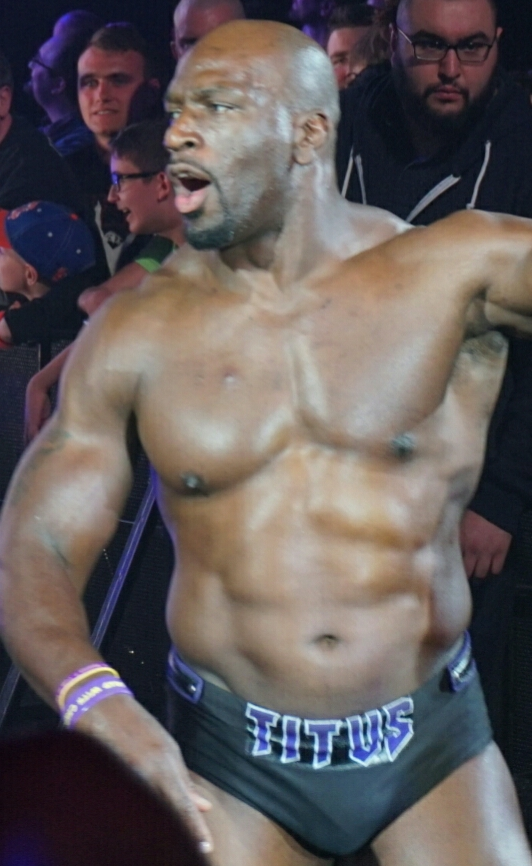
El campeón inaugural, Titus O'Neil.

El campeón inaugural fue Titus O'Neil. El reinado más largo en la historia del título lo tiene Reginald/Reggie, quien mantuvo el campeonato por 112 días en su primer reinado. Por otro lado, el reinado más corto en la historia del título le pertenece a Tucker, quien sólo lo tuvo por 4 segundos en su primer reinado.
El campeón más joven es Bad Bunny, a los 26 años, mientras que en contraparte, el campeón más viejo es Pat Patterson, quien lo ganó a los 78 años, siendo el campeón más anciano en la historia de la WWE. En cuanto al peso de los campeones, The Revival (Dash Wilder y Scott Dawson) son los más pesado con 202 kilogramos combinados, mientras que Alexa Bliss es la más liviana con 46 kilogramos.
Kelly Kelly, Candice Michelle, Alundra Blayze, Maria Kanellis, Carmella, Tamina, Alicia Fox, Dana Brooke, Nikki A.S.H., Doudrop, Alexa Bliss y Daphanie LaShaunn son las únicas mujeres en ganar el campeonato, siendo Kelly Kelly la primera campeona en la historia de este, haciendo que este campeonato sea el único intergénero en la WWE. Además, Kanellis es la primera luchadora en conseguir un título en la WWE en estado de gestación.
The Revival (Dash Wilder y Scott Dawson) son los primeros campeones colectivos, cuando cubrieron en simultáneo a R-Truth el 12 de agosto de 2019, siendo la primera pareja que gana un título individual en la WWE (oficialmente, ya que los reinados de LayCool como Campeonas Femeninas de la WWE y como Campeonas de Divas de la WWE no son reconocidos como colectivos).
Rob Stone, Enes Kanter, Glenn Jacobs (Kane), Marshmello, Kyle Busch, Bad Bunny, Bear Bronson y Joseph Average son las únicas personalidades que ganaron el título (Jacobs lo ganó en su estado como alcalde de Knox, y Bronson lo ganó disfrazado de Santa Claus). Así mismo, Bronson es el primer luchador fuera de la WWE en ganar un título de la empresa.
Cinco miembros del WWE Hall of Fame han ganado el título, siendo Pat Patterson, Gerald Brisco, Alundra Blayze, Ted DiBiase y Glenn Jacobs/Kane los mismos.
Por último, R-Truth es el luchador que más reinados posee, con 53. Le siguen Akira Tozawa y Dana Brooke con 15; Nikki Cross (antes Nikki A.S.H.) con 11; Tamina con 9; Drake Maverick con 8; Mojo Rawley y Drew Gulak con 7; Samir Singh con 5; Elias, EC3, Sunil Singh, Reginald/Reggie y Carmella con 4; Shelton Benjamin y Cedric Alexander con 3; Jinder Mahal, Mike Kanellis, Tucker y Doudrop con 2.

### Lista de campeones
† indica cambios no reconocidos por la WWE

|     | Luchador                                         | N.º | Fecha                    | Días | Show o evento                                    | Notas y referencias |
| --- | ------------------------------------------------ | --- | ------------------------ | ---- | ------------------------------------------------ | --- |
| 1   | Titus O'Neil                                     | 1   | 20 de mayo de 2019       | 0    | Raw                                              | Después de que se reveló el campeonato, Mick Foley colocó el cinturón del título en el ring y dijo que quien obtuviera el campeonato primero en una arrebatiña se convertiría en el campeón inaugural. O'Neil se convirtió en el primer campeón superando a EC3, Heath Slater, No Way Jose, Eric Young, Mojo Rawley, Luke Gallows, Karl Anderson y Drake Maverick para reclamar el campeonato.      |
| 2   | Robert Roode                                     | 1   | 20 de mayo de 2019       | 0    | Raw                                              | Roode cubrió a O'Neil en la rampa del escenario, inmediatamente después de que éste lo había ganado. |
| 3   | R-Truth                                          | 1   | 20 de mayo de 2019       | 8    | Raw                                              | Truth cubrió a Roode en el estacionamiento tras haberlo ayudado a esconderse previamente de otros competidores. |
| 4   | Elias                                            | 1   | 28 de mayo de 2019       | 0    | SmackDown Live                                   | Elias cubrió a Truth en el ring después de que éste fuera atacado por Shane McMahon, Drew McIntyre y el propio Elias. La regla 24/7 fue suspendida temporalmente por Shane McMahon hasta después de un combate en parejas programado esa misma noche, en el que Elias y Truth estuvieron involucrados.                                                                                              |
| 5   | R-Truth                                          | 2   | 28 de mayo de 2019       | 5    | SmackDown Live                                   | Truth cubrió a Elias después de que Roman Reigns le aplicara un "Spear" tras su combate en parejas y se levantara la suspensión temporal de la regla 24/7. |
| 6   | Jinder Mahal                                     | 1   | 2 de junio de 2019       | 0    | Campo de golf                                    | Mahal cubrió a Truth en un campo de golf en un lugar no identificado. Este cambio de título se mostró en WWE.com y en las cuentas de redes sociales oficiales de la WWE. Primer cambio titular fuera de las instalaciones de WWE |
| 7   | R-Truth                                          | 3   | 2 de junio de 2019       | 2    | Campo de golf                                    | Truth cubrió a Mahal en un campo de golf en un lugar no identificado. Este cambio de título se mostró en WWE.com y en las cuentas de redes sociales oficiales de la WWE. |
| 8   | Elias                                            | 2   | 4 de junio de 2019       | 0    | SmackDown Live                                   | Fue en un Lumberjack match en el que la regla 24/7 fue suspendida temporalmente durante la lucha. |
| 9   | R-Truth                                          | 4   | 4 de junio de 2019       | 2    | SmackDown Live                                   | Truth cubrió a Elias debajo del ring. |
| 10  | Jinder Mahal                                     | 2   | 6 de junio de 2019       | 0    | Aeropuerto de Fráncfort, Fráncfort, Alemania     | Mahal cubrió a R-Truth en la entrada de un avión en el Aeropuerto de Fráncfort. Este cambio de título se mostró en WWE.com y en las cuentas de redes sociales oficiales de la WWE. Primer cambio titular fuera de los EEUU. |
| 11  | R-Truth                                          | 5   | 6 de junio de 2019       | 12   | Avión volando sobre el Mar Rojo a Arabia Saudita | Truth cubrió a Jinder Mahal mientras dormía en un avión. Este cambio de título se mostró en WWE.com y en las cuentas de redes sociales oficiales de la WWE. |
| 12  | Drake Maverick                                   | 1   | 18 de junio de 2019      | 3    | SmackDown Live                                   | Maverick cubrió a R-Truth en el estacionamiento tras haberse hecho pasar por Carmella. |
| 13  | R-Truth                                          | 6   | 21 de junio de 2019      | 3    | Boda de Drake Maverick                           | Truth cubrió a Drake Maverick en la ceremonia de su boda después de que este último contrajera matrimonio. Este cambio de título se mostró en WWE.com y en las cuentas de redes sociales oficiales de la WWE. La regla 24/7 se suspendió temporalmente durante el segmento Miz TV de The Miz y durante una revancha programada entre Truth y Maverick, ambos en el episodio del 24 de junio de Raw. |
| 14  | Heath Slater                                     | 1   | 24 de junio de 2019      | 0    | Raw                                              | Cubrió a Truth al aplicarle un "E Minor" en el ring, después de que éste interrumpiera una lucha pactada entre Slater y Mojo Rawley, bajo la distracción de otros luchadores. |
| 15  | R-Truth                                          | 7   | 24 de junio de 2019      | 0    | Raw                                              | Truth cubrió a Slater al aplicarle un "Lie Detector" en el ring, luego de que éste intentara escapar de los demás competidores. |
| 16  | Cedric Alexander                                 | 1   | 24 de junio de 2019      | 0    | Raw                                              | Alexander cubrió a Truth al aplicarle un "Lumber Check" en el ring, inmediatamente después de que éste lo había ganado. |
| 17  | EC3                                              | 1   | 24 de junio de 2019      | 0    | Raw                                              | EC3 cubrió a Alexander al aplicarle un "One Percenter" en el ringside mientras Alexander intentaba escapar de los otros luchadores. |
| 18  | R-Truth                                          | 8   | 24 de junio de 2019      | 7    | Raw                                              | Truth cubrió a EC3 en la rampa de entrada después de haber sido distraído por Carmella. |
| 19  | Drake Maverick                                   | 2   | 1 de julio de 2019       | 14   | Raw                                              | Maverick cubrió a R-Truth detrás del escenario después de golpearlo con su maleta, cuando este estaba tratando de evitar a una multitud de luchadores. |
| 20  | R-Truth                                          | 9   | 15 de julio de 2019      | 7    | Hotel                                            | Truth cubrió a Drake Maverick mientras este estaba en la cama de un hotel con su esposa. |
| 21  | Drake Maverick                                   | 3   | 22 de julio de 2019      | 0    | Raw Reunion                                      | Maverick cubrió a R-Truth tras bastidores, mientras era entrevistado por Charly Caruso y fuera interrumpido por Renee Michelle. |
| 22  | Pat Patterson                                    | 1   | 22 de julio de 2019      | 0    | Raw Reunion                                      | Patterson cubrió a Drake Maverick después de que este tuviese un careo con The Boogeyman en los vestidores. Es el campeón más viejo de la historia de WWE y el primer luchador retirado y primer miembro del Salón de la Fama de la WWE en ganarlo. |
| 23  | Gerald Brisco                                    | 1   | 22 de julio de 2019      | 0    | Raw Reunion                                      | Brisco cubrió a Pat Patterson después de atacarlo detrás de escenarios. |
| 24  | Kelly Kelly                                      | 1   | 22 de julio de 2019      | 0    | Raw Reunion                                      | Kelly cubrió a Gerald Brisco luego de atacarlo en los pasillos detrás de escenarios, esto después de que Brisco le arrebatara el título a Patterson. Primera mujer en ganar el campeonato. |
| 25  | Candice Michelle                                 | 1   | 22 de julio de 2019      | 0    | Raw Reunion                                      | Michelle cubrió a Kelly Kelly después de atacarla detrás de escenarios, donde Melina ejerció de árbitro especial. |
| 26  | Alundra Blayze                                   | 1   | 22 de julio de 2019      | 0    | Raw Reunion                                      | Blayze derrotó a Candice Michelle forzándola a rendirse detrás de escenarios, donde Melina ejerció de árbitro especial. Primera vez que el título cambió de manos por sumisión |
| 27  | Ted DiBiase                                      | 1   | 22 de julio de 2019      | 0    | Raw Reunion                                      | Blayze renunció al título al entregárselo a DiBiase como forma de compra. Primera vez que el título cambió de manos por entrega voluntaria. |
| 28  | Drake Maverick                                   | 4   | 22 de julio de 2019      | 0    | Raw Reunion                                      | Maverick cubrió a Ted DiBiase dentro de la limusina de este último. |
| 29  | R-Truth                                          | 10  | 22 de julio de 2019      | 7    | Raw Reunion                                      | Truth cubrió a Drake Maverick mientras este estaba a punto de fugarse en la limusina de DiBiase. |
| 30  | Mike Kanellis                                    | 1   | 29 de julio de 2019      | 0    | Raw                                              | Mike cubrió a R-Truth después de que varios luchadores se abalanzaran sobre Truth. Todo esto luego de que este retuviera el título junto Carmella contra Drake Maverick y Renee Michelle. |
| 31  | Maria Kanellis                                   | 1   | 29 de julio de 2019      | 7    | Raw                                              | María cubrió a Mike después de convencerlo a perder el título ante ella por su embarazo. Primera campeona embarazada en la historia de WWE. |
| 32  | Mike Kanellis                                    | 2   | 5 de agosto de 2019      | 0    | Consultorio médico                               | Mike cubrió a María mientras ésta estaba recostada en una cama eléctrica durante una consulta médica. |
| 33  | R-Truth                                          | 11  | 5 de agosto de 2019      | 7    | Consultorio médico                               | Truth cubrió a Mike en la sala de espera del consultorio donde estaba Maria. |
| 34  | The Revival (Dash Wilder (1) & Scott Dawson (1)) | 1   | 12 de agosto de 2019     | 0    | Raw                                              | Tanto Dash como Dawson cubrieron a R-Truth después de una ataque en conjunto mientras estaban en una lucha contra Lucha House Party. Primeros co-campeones. |
| 35  | R-Truth                                          | 12  | 12 de agosto de 2019     | 0    | Raw                                              | Truth cubrió a Dawson con ayuda de Carmella, después de un ataque de Kalisto. |
| 36  | Elias                                            | 3   | 12 de agosto de 2019     | 12   | Raw                                              | Elias cubrió a R-Truth después de romperle una guitarra en la espalda tras bastidores. |
| 37  | R-Truth                                          | 13  | 24 de agosto de 2019     | 0    | Día de los Fundadores de FOX                     | Truth cubrió a Elias, después de que Drake Maverick distrajera a este. |
| 38  | Rob Stone                                        | 1   | 24 de agosto de 2019     | 0    | Día de los Fundadores de FOX                     | Stone cubrió a Truth, después de que este cayera en el escenario de un foro de FOX. Primer no luchador en ganar el título. |
| 39  | Elias                                            | 4   | 24 de agosto de 2019     | 3    | Día de los Fundadores de FOX                     | Elias cubrió a Stone, después de que este cubriera a R-Truth para ganar el título. |
| 40  | Drake Maverick                                   | 5   | 27 de agosto de 2019     | 7    | SmackDown Live                                   | Maverick cubrió a Elias, después de que este fuera atacado por Kevin Owens para ganar el título. |
| 41  | Bo Dallas                                        | 1   | 3 de septiembre de 2019  | 0    | SmackDown Live                                   | Dallas cubrió a Maverick, después de que este evitara a algunos luchadores tras bambalinas. |
| 42  | Drake Maverick                                   | 6   | 3 de septiembre de 2019  | 0    | SmackDown Live                                   | Maverick cubrió a Dallas, después de que este fuera distraído y perseguido por otros luchadores. |
| 43  | R-Truth                                          | 14  | 3 de septiembre de 2019  | 6    | SmackDown Live                                   | Truth cubrió a Maverick, después de que este obtuviese el título ante Dallas y celebrara en la rampa del escenario. |
| 44  | Enes Kanter                                      | 1   | 9 de septiembre de 2019  | 0    | Main Event                                       | Cubrió a Truth tras atacarle de imprevisto. Primer jugador de baloncesto en ser campeón de WWE. |
| 45  | R-Truth                                          | 15  | 9 de septiembre de 2019  | 7    | Main Event                                       | Cubrió a Kanter con un Roll-up, después de haberlo perdido minutos antes. |
| 46  | Glenn Jacobs                                     | 1   | 16 de septiembre de 2019 | 0    | Neyland Stadium                                  | Cubrió a Truth después de que este se golpeara con un poste de la cancha del estadio. Jacobs, más conocido como Kane ganó el campeonato siendo Alcalde del Condado de Knox. |
| 47  | R-Truth                                          | 16  | 16 de septiembre de 2019 | 4    | Raw                                              | Cubrió a Kane después de que este saliera de su limusina tras esconderse encima de la misma. |
| 48  | EC3                                              | 2   | 20 de septiembre de 2019 | 0    | Live                                             | Cubrió a Truth después de aplicarle un Roll-up, tras una lucha contra Chad Gable. Primera vez que el título cambia de manos en un House Show. |
| 49  | R-Truth                                          | 17  | 20 de septiembre de 2019 | 1    | Live                                             | Cubrió a EC3 después de un ataque de Chad Gable. |
| 50  | EC3                                              | 3   | 21 de septiembre de 2019 | 0    | Live                                             | Cubrió a Truth después de aplicarle un Roll-up, tras una lucha contra Chad Gable. |
| 51  | R-Truth                                          | 18  | 21 de septiembre de 2019 | 1    | Live                                             | Truth cubrió a EC3 después de un Suplex por parte de Chad Gable. Gable realizó la cuenta, sirviendo como árbitro especial. |
| 52  | EC3                                              | 4   | 22 de septiembre de 2019 | 0    | Live                                             | Cubrió a Truth después de aplicarle un Roll-up, tras una lucha contra Chad Gable. |
| 53  | R-Truth                                          | 19  | 22 de septiembre de 2019 | 1    | Live                                             | Truth cubrió a EC3 después de un Suplex por parte de Chad Gable. Gable realizó la cuenta, sirviendo como árbitro especial. |
| 54  | Carmella                                         | 1   | 23 de septiembre de 2019 | 11   | Raw                                              | Carmella cubrió a Truth después de detener a todos los luchadores pretendientes al título para luego distraer a Truth. |
| 55  | Marshmello                                       | 1   | 4 de octubre de 2019     | 0    | SmackDown                                        | Marshmello cubrió a Carmella luego de que chocará con ella en backstage. Primer músico en ganar el título. |
| 56  | Carmella                                         | 2   | 4 de octubre de 2019     | 2    | SmackDown                                        | Carmella cubrió a Marshmello, después de que este fuera distraído por R-Truth. |
| 57  | Tamina                                           | 1   | 6 de octubre de 2019     | 0    | Hell in a Cell                                   | Tamina cubrió a Carmella, después de que ésta se distrajera con R-Truth, Angelo Dawkins y Montez Ford. |
| 58  | R-Truth                                          | 20  | 6 de octubre de 2019     | 15   | Hell in a Cell                                   | Truth cubrió a Tamina después de que Carmella la atacara y le diera la oportunidad de que él lo cubriera. |
| 59  | Sunil Singh                                      | 1   | 21 de octubre de 2019    | 10   | Raw                                              | Sunil cubrió a Truth después de que Samir Singh lo distrajera. |
| 60  | R-Truth                                          | 21  | 31 de octubre de 2019    | 0    | Crown Jewel                                      | Truth cubrió a Sunil durante una Batalla Real para determinar retador al Campeonato de los Estados Unidos. |
| 61  | Samir Singh                                      | 1   | 31 de octubre de 2019    | 18   | Crown Jewel                                      | Samir cubrió a Truth después de que Sunil Singh lo distrajera tras bastidores y se chocara contra una salida de emergencia. |
| 62  | R-Truth                                          | 22  | 18 de noviembre de 2019  | 1    | Raw                                              | Truth cubrió a Samir disfrazado de personal médico, cuando Samir Singh busca atención médica luego de una brutal paliza de Erick Rowan. |
| 63  | Mike Giaccio                                     | 1   | 19 de noviembre de 2019  | 0    | Backstage                                        | Cubrió a R-Truth después que este último se estrellara. Primer ejecutivo de WWE en ganar el título |
| 64  | R-Truth                                          | 23  | 19 de noviembre de 2019  | 13   | Backstage                                        | Cubrió a Giaccio en la oficina. |
| 65  | Kyle Busch                                       | 1   | 2 de diciembre de 2019   | 0    | Raw                                              | Busch cubrió a R-Truth con Michael Waltrip como árbitro especial. Primer piloto de automovilismo en ganar el título. |
| 66  | R-Truth                                          | 24  | 2 de diciembre de 2019   | 20   | Raw                                              | Truth cubrió a Busch tras bastidores. |
| 67  | Akira Tozawa                                     | 1   | 22 de diciembre de 2019  | 0    | Nueva York                                       | Cubrió a Truth en el Rockefeller Center en Nueva York. Este reinado fue transmitido el 23 de diciembre en Raw. |
| 68  | Papá Noel/Santa Claus                            | 1   | 22 de diciembre de 2019  | 0    | Nueva York                                       | Cubrió a Tozawa después de golpearlo con su bolsa de regalos. El luchador independiente Bear Bronson personificó a Santa Claus. Primer luchador por fuera de WWE en ganar el título. Este reinado fue transmitido el 23 de diciembre en Raw. |
| 69  | R-Truth                                          | 25  | 22 de diciembre de 2019  | 4    | Nueva York                                       | Cubrió a Santa Claus en el Lincoln Center en Nueva York. Este reinado fue transmitido el 23 de diciembre en Raw. |
| 70  | Samir Singh                                      | 2   | 26 de diciembre de 2019  | 0    | Live                                             | Samir cubrió a Truth en un 2-1 Handicap Match donde Sunil fue incluido. |
| 71  | Sunil Singh                                      | 2   | 26 de diciembre de 2019  | 0    | Live                                             | Sunil cubrió a Samir después de que este había ganado el título ante R-Truth. |
| 72  | R-Truth                                          | 26  | 26 de diciembre de 2019  | 1    | Live                                             | Truth cubrió a Sunil después de que este se distrajera con su discusión con Samir. |
| 73  | Samir Singh                                      | 3   | 27 de diciembre de 2019  | 0    | Live                                             | Samir cubrió a Truth en un 2-1 Handicap Match donde Sunil fue incluido. |
| 74  | Mike Rome                                        | 1   | 27 de diciembre de 2019  | 0    | Live                                             | Rome cubrió a Samir después de que este había ganado el título ante R-Truth. Primer anunciador de WWE en ganar el título. |
| 75  | Sunil Singh                                      | 3   | 27 de diciembre de 2019  | 0    | Live                                             | Sunil cubrió a Rome después de que este había ganado el título ante Samir. |
| 76  | R-Truth                                          | 27  | 27 de diciembre de 2019  | 1    | Live                                             | Truth cubrió a Sunil después de que este se distrajera con Samir. |
| 77  | Samir Singh                                      | 4   | 28 de diciembre de 2019  | 0    | Live                                             | Samir cubrió a Truth en un 2-1 Handicap Match donde Sunil fue incluido. |
| 78  | R-Truth                                          | 28  | 28 de diciembre de 2019  | 1    | Live                                             | Truth cubrió a Sunil después de que este se distrajera con la intervención de Samir. |
| 79  | Sunil Singh                                      | 4   | 29 de diciembre de 2019  | 0    | Live                                             | |
| 80  | Samir Singh                                      | 5   | 29 de diciembre de 2019  | 0    | Live                                             | |
| 81  | R-Truth                                          | 29  | 29 de diciembre de 2019  | 2    | Live                                             | |
| 82  | Mojo Rawley                                      | 1   | 31 de diciembre de 2019  | 0    | Fox's New Year's Eve with Steve Harvey           | Rawley cubrió a Truth cuando este fue entrevistado por Maria Menounos, quien fungió como árbitro especial. |
| 83  | R-Truth                                          | 30  | 31 de diciembre de 2019  | 13   | Fox's New Year's Eve with Steve Harvey           | Truth cubrió a Rawley cuando este fue atacado por Elias, donde Maria Menounos fungió como árbitro especial. |
| 84  | Mojo Rawley                                      | 2   | 13 de enero de 2020      | 4    | Raw                                              | Rawley cubrió a Truth cuando este fue auxiliado por el personal de WWE después de haber sido atacado por Brock Lesnar. |
| 85  | R-Truth                                          | 31  | 17 de enero de 2020      | 0    | Live                                             | Truth cubrió a Rawley después de un "Attitude Adjustment". |
| 86  | Mojo Rawley                                      | 3   | 17 de enero de 2020      | 1    | Live                                             | |
| 87  | R-Truth                                          | 32  | 18 de enero de 2020      | 0    | Live                                             | Truth cubrió a Rawley después de un "Attitude Adjustment". |
| 88  | Mojo Rawley                                      | 4   | 18 de enero de 2020      | 1    | Live                                             | |
| 89  | R-Truth                                          | 33  | 19 de enero de 2020      | 0    | Live                                             | Truth cubrió a Rawley después de un "Attitude Adjustment". |
| 90  | Mojo Rawley                                      | 5   | 19 de enero de 2020      | 8    | Live                                             | |
| 91  | R-Truth                                          | 34  | 27 de enero de 2020      | 0    | Raw                                              | Truth cubrió a Rawley después de que este defendió el campeonato contra No Way Jose. La regla 24/7 se suspendió temporalmente durante la lucha. |
| 92  | Mojo Rawley                                      | 6   | 27 de enero de 2020      | 14   | Raw                                              | Rawley cubrió a Truth después de que Riddick Moss lo distrajera. |
| 93  | Riddick Moss                                     | 1   | 10 de febrero de 2020    | 41   | Raw                                              | Riddick cubrió a Rawley después de que este se distrajera tras su derrota con The Street Profits. |
| 94  | R-Truth                                          | 35  | 22 de marzo de 2020      | 13   | Calle de Orlando                                 | Truth cubrió a Moss mientras este estaba trotando por la calle de su vecindario. |
| 95  | Mojo Rawley                                      | 7   | 4 de abril de 2020       | 1    | WrestleMania 36                                  | Rawley cubrió a Truth después de que Rob Gronkowski le diera un golpe. Ganó el campeonato el 25 de marzo de 2020, pero la WWE le reconoce desde el 4 de abril del mismo año, ya que ese día se emitió. |
| 96  | Rob Gronkowski                                   | 1   | 5 de abril de 2020       | 57   | WrestleMania 36                                  | Gronkowski cubrió a Rawley después de lanzarse encima de este cuando este era perseguido por una multitud de luchadores. Ganó el campeonato el 26 de marzo de 2020, pero la WWE le reconoce desde el 5 de abril del mismo año, ya que ese día se emitió. |
| 97  | R-Truth                                          | 36  | 1 de junio de 2020       | 21   | Casa de Rob Gronkowski                           | Truth cubrió a Gronkowski cuando este estaba bailando y haciendo un vídeo. |
| 98  | Akira Tozawa                                     | 2   | 22 de junio de 2020      | 7    | Raw                                              | Cubrió a Truth después de un ataque de Bobby Lashley. |
| 99  | R-Truth                                          | 37  | 29 de junio de 2020      | 21   | Raw                                              | |
| 100 | Shelton Benjamin                                 | 1   | 20 de julio de 2020      | 14   | Raw                                              | Cubrió a Truth luego de que este se distrajera con MVP y Bobby Lashley. |
| 101 | Akira Tozawa                                     | 3   | 3 de agosto de 2020      | 7    | Raw                                              | Derrotó a Shelton Benjamin y a R-Truth. |
| 102 | R-Truth                                          | 38  | 10 de agosto de 2020     | 7    | Raw                                              | Cubrió a Tozawa con un «Roll-Up» en ringside. |
| 103 | Shelton Benjamin                                 | 2   | 17 de agosto de 2020     | 0    | Raw                                              | Benjamin cubrió a R-Truth después de atacarlo cuando este huía de Tozawa. |
| 104 | Cedric Alexander                                 | 2   | 17 de agosto de 2020     | 0    | Raw                                              | |
| 105 | Shelton Benjamin                                 | 3   | 17 de agosto de 2020     | 7    | Raw                                              | Derrotó a Cedric Alexander después de que este defendiera el título contra Akira Tozawa. |
| 106 | Akira Tozawa                                     | 4   | 24 de agosto de 2020     | 7    | Raw                                              | Derrotó a Shelton Benjamin, R-Truth y a Cedric Alexander. |
| 107 | R-Truth                                          | 39  | 31 de agosto de 2020     | 27   | Raw                                              | Cubrió a Tozawa en el estacionamiento de la arena. |
| 108 | Drew Gulak                                       | 1   | 27 de septiembre de 2020 | 0    | Clash of Champions                               | Cubrió a Truth tras bastidores durante el evento. |
| 109 | R-Truth                                          | 40  | 27 de septiembre de 2020 | 1    | Clash of Champions                               | Cubrió a Gulak tras bastidores durante el evento. |
| 110 | Akira Tozawa                                     | 5   | 28 de septiembre de 2020 | 0    | Raw                                              | Cubrió a Truth luego de que este se distrajera con Drew Gulak tras bastidores. |
| 111 | Drew Gulak                                       | 2   | 28 de septiembre de 2020 | 0    | Raw                                              | Cubrió a Tozawa después de que este ganara el título ante R-Truth. |
| 112 | R-Truth                                          | 41  | 28 de septiembre de 2020 | 7    | Raw                                              | Cubrió a Gulak después de que este ganara el título ante Akira Tozawa. |
| 113 | Drew Gulak                                       | 3   | 5 de octubre de 2020     | 0    | Raw                                              | Cubrió a Truth luego de que este tropezara con un equipo de limpieza tras bastidores siendo este mismo el disfrazado como limpiador. |
| 114 | R-Truth                                          | 42  | 5 de octubre de 2020     | 28   | Raw                                              | Cubrió a Gulak mientras peleaba contra este y Akira Tozawa dentro de un contenedor de basura. |
| 115 | Drew Gulak                                       | 4   | 2 de noviembre de 2020   | 7    | Raw                                              | Gulak ganó el título después de que Bobby Lashley atacara a este y lo pusiera sobre R-Truth para cubrirlo, ya que también atacó a este último. |
| 116 | R-Truth                                          | 43  | 9 de noviembre de 2020   | 0    | Raw                                              | Truth cubrió a Gulak después que fuera atacado por The Hurt Business |
| 117 | Akira Tozawa                                     | 6   | 9 de noviembre de 2020   | 0    | Raw                                              | Derrotó a Truth, Tucker, Lince Dorado, Gran Metalik, Erik y a Drew Gulak en un 7-Way Match. |
| 118 | Erik                                             | 1   | 9 de noviembre de 2020   | 0    | Raw                                              | Cubrió a Tozawa después de que este ganase el título. |
| 119 | Drew Gulak                                       | 5   | 9 de noviembre de 2020   | 0    | Raw                                              | Cubrió a Erik en el ringside, luego de que este ganara el campeonato. |
| 120 | Tucker                                           | 1   | 9 de noviembre de 2020   | 0    | Raw                                              | Ganó el título al aplicarle un "Small Package" a Gulak. |
| 121 | Drew Gulak                                       | 6   | 9 de noviembre de 2020   | 0    | Raw                                              | Ganó el título al revertir un "Small Package" con otro a Tucker. |
| 122 | Tucker                                           | 2   | 9 de noviembre de 2020   | 0    | Raw                                              | Ganó el título al revertir un "Small Package" con otro sobre Gulak. |
| 123 | Gran Metalik                                     | 1   | 9 de noviembre de 2020   | 0    | Raw                                              | Cubrió a Tucker después de aplicarle un "Diving Elbow Drop". |
| 124 | Lince Dorado                                     | 1   | 9 de noviembre de 2020   | 0    | Raw                                              | Cubrió a Metalik después de que este ganase el título. |
| 125 | R-Truth                                          | 44  | 9 de noviembre de 2020   | 13   | Raw                                              | Cubrió a Dorado después de aplicarle un "Attitude Adjustment". |
| 126 | Gobbledy Gooker                                  | 1   | 22 de noviembre de 2020  | 0    | Survivor Series                                  | Cubrió a Truth luego de que este se distrajera en la mesa del Kickoff. |
| 127 | Akira Tozawa                                     | 7   | 22 de noviembre de 2020  | 0    | Survivor Series                                  | Cubrió a Gobbledy Gooker luego de que cayera en una trampa con comida para pájaro. |
| 128 | R-Truth                                          | 45  | 22 de noviembre de 2020  | 39   | Survivor Series                                  | Cubrió a Tozawa luego de que este ganase el título. |
| 129 | Angel Garza                                      | 1   | 31 de diciembre de 2020  | 4    | TikTok's New Year's Eve Party                    | Cubrió a Truth después de que éste se distrajera con The New Day (Kofi Kingston y Xavier Woods). Esto fue transmitido a través de TikTok de WWE. |
| 130 | R-Truth                                          | 46  | 4 de enero de 2021       | 27   | Raw Legends                                      | Cubrió a Garza después de que saliera corriendo ante The Boogeyman. |
| 131 | Alicia Fox                                       | 1   | 31 de enero de 2021      | 0    | Royal Rumble                                     | Ganó el campeonato durante el Royal Rumble femenino, cuando Truth subió al ring para escapar de una turba que lo estaban persiguiendo. Primera vez que el título cambia de manos en un Royal Rumble match |
| 132 | R-Truth                                          | 47  | 31 de enero de 2021      | 0    | Royal Rumble                                     | Cubrió a Fox después de que esta fuera eliminada del Royal Rumble. |
| 133 | Peter Rosenberg                                  | 1   | 31 de enero de 2021      | 1    | Royal Rumble                                     | Cubrió a Truth tras entrevistarlo en el panel de comentaristas del evento. |
| 134 | R-Truth                                          | 48  | 1 de febrero de 2021     | 5    | The Michael Kay Show                             | Ganó el título luego de que Peter fuera emboscado en el programa de The Michael Kay Show. |
| 135 | Doug Flutie                                      | 1   | 6 de febrero de 2021     | 0    | Celebrity Flag Football Game                     | Cubrió a Truth durante el entretiempo del Saturday’s Celebrity Flag Football Game on ESPNews. |
| 136 | R-Truth                                          | 49  | 6 de febrero de 2021     | 9    | Celebrity Flag Football Game                     | Cubrió a Flutie tras el evento. |
| 137 | Akira Tozawa                                     | 8   | 15 de febrero de 2021    | 0    | Raw                                              | Cubrió a Truth en Backstage. |
| 138 | Bad Bunny                                        | 1   | 15 de febrero de 2021    | 28   | Raw                                              | Cubrió a Tozawa tras un ataque de Damian Priest. |
| 139 | R-Truth                                          | 50  | 15 de marzo de 2021      | 6    | Raw                                              | Bad Bunny le entregó el título a cambio de mercancía de Stone Cold Steve Austin. |
| 140 | Joseph Average                                   | 1   | 21 de marzo de 2021      | 0    | Fastlane                                         | Cubrió accidentalmente a Truth después de que Truth se cayera de un puesto de colonias Old Spice. La persona fue interpretada por Eric Bugenhagen, luchador de NXT. |
| 141 | R-Truth                                          | 51  | 21 de marzo de 2021      | 51   | Fastlane                                         | Cubrió a Average con un "Roll-Up". WWE reconoce que este reinado terminó el 17 de mayo de 2021. |
| —   | Akira Tozawa                                     | †   | 19 de abril de 2021      | —    | Centro Comercial                                 | Cubrió a Truth después de un puñetazo de The Night Panther. Reinado no reconocido por WWE. |
| —   | The Night Panther                                | †   | 19 de abril de 2021      | —    | Centro Comercial                                 | Cubrió a Tozawa con un "Roll-Up". Antes conocido como Joseph Average. Reinado no reconocido por WWE. |
| —   | R-Truth                                          | †   | 19 de abril de 2021      | —    | Centro Comercial                                 | Cubrió a Panther con un "Roll-Up". WWE no reconoce este cambio, por lo que considera este reinado como una continuación directa del anterior que tuvo. |
| 142 | Akira Tozawa                                     | 9   | 17 de mayo de 2021       | 42   | Raw                                              | Cubrió a Truth con un "Roll-Up" en el backstage mientras estaba siendo entrevistado. |
| 143 | Drew Gulak                                       | 7   | 28 de junio de 2021      | 0    | Raw                                              | Cubrió a Tozawa con un "Roll-Up" en ringside después de que fuera eliminado por Jinder Mahal de una Battle Royal. |
| 144 | R-Truth                                          | 52  | 28 de junio de 2021      | 0    | Raw                                              | Cubrió a Gulak en ringside después de aplicarle un "Lie's Detector". |
| 145 | Akira Tozawa                                     | 10  | 28 de junio de 2021      | 21   | Raw                                              | Cubrió a Truth en ringside después de aplicarle un "Cannon Ball" desde el filo del ring. |
| 146 | Reginald                                         | 1   | 19 de julio de 2021      | 112  | Raw                                              | Cubrió a Tozawa con un "Swanton Pin" en el ring. Durante su reinado cambió su nombre a Reggie. Este es el reinado más largo del campeonato. |
| 147 | Drake Maverick                                   | 7   | 8 de noviembre de 2021   | 0    | Raw                                              | En un Single Match, Maverick cubrió a Reggie con un "Roll-Up" cuando se distrajo con R-Truth siendo atacado por The Hurt Business (Cedric Alexander & Shelton Benjamin). |
| 148 | Akira Tozawa                                     | 11  | 8 de noviembre de 2021   | 0    | Raw                                              | Cubrió a Maverick con un "Roll-Up" en el ring. |
| 149 | Corey Graves                                     | 1   | 8 de noviembre de 2021   | 0    | Raw                                              | Cubrió a Tozawa con un "Roll-Up" en el ringside. |
| 150 | Byron Saxton                                     | 1   | 8 de noviembre de 2021   | 0    | Raw                                              | Cubrió a Graves con un "Roll-Up" en el ringside. |
| 151 | Drake Maverick                                   | 8   | 8 de noviembre de 2021   | 0    | Raw                                              | Cubrió a Saxton con un "Roll-Up" en el ringside. |
| 152 | Reggie                                           | 2   | 8 de noviembre de 2021   | 14   | Raw                                              | Cubrió a Maverick con un "Twisted Splash" en el ring. |
| 153 | Cedric Alexander                                 | 3   | 22 de noviembre de 2021  | 0    | Raw                                              | Cubrió a Reggie tras un "Lumbar Check" en una lucha titular. |
| 154 | Dana Brooke                                      | 1   | 22 de noviembre de 2021  | 84   | Raw                                              | Cubrió a Alexander tras un "Blockbuster", después de que este derrotara a Reggie y fuera distraído por otros luchadores. |
| 155 | Reggie                                           | 3   | 14 de febrero de 2022    | 7    | Raw                                              | Cubrió a Brooke tras eludir a R-Truth, Tozawa y Tamina. |
| 156 | Dana Brooke                                      | 2   | 21 de febrero de 2022    | 56   | Raw                                              | Cubrió a Reggie con un beso en medio del ring. |
| 157 | Reggie                                           | 4   | 18 de abril de 2022      | 0    | Raw                                              | Cubrió a Brooke después un beso durante su matrimonio doble en el ring. |
| 158 | Tamina                                           | 2   | 18 de abril de 2022      | 0    | Raw                                              | Cubrió a Reggie después de una "SuperKick" en el ring. |
| 159 | Akira Tozawa                                     | 12  | 18 de abril de 2022      | 0    | Raw                                              | Cubrió a Tamina metiéndose por debajo de su vestido de boda en el ring. |
| 160 | Dana Brooke                                      | 3   | 18 de abril de 2022      | 14   | Raw                                              | Cubrió a Tozawa con un "Diving Splash" en el ring. |
| 161 | Nikki A.S.H.                                     | 1   | 5 de febrero de 2022     | 0    | Raw                                              | Cubrió a Brooke mientras ésta discutía con Reggie, Truth, Tozawa y Tamina. |
| 162 | Dana Brooke                                      | 4   | 5 de febrero de 2022     | 28   | Raw                                              | Derrotó a Nikki en una lucha titular. |
| 163 | Tamina                                           | 3   | 30 de mayo de 2022       | 0    | Raw                                              | Cubrió a Brooke después de un "Samoan Drop" después de que varios luchadores interrumpieran el segmento de Miz TV con The Miz y The Street Profits. |
| 164 | Akira Tozawa                                     | 13  | 30 de mayo de 2022       | 7    | Raw                                              | Cubrió a Tamina con un "Roll-up", después de haberlo ganado ante Brooke. |
| 165 | Dana Brooke                                      | 5   | 6 de junio de 2022       | 14   | Raw                                              | Cubrió a Tozawa con un "Roll-up" mientras luchaba contra Becky Lynch. |
| 166 | Doudrop                                          | 1   | 23 de junio de 2022      | 0    | Main Event                                       | Derrotó a Brooke en una lucha titular. |
| 167 | Akira Tozawa                                     | 14  | 23 de junio de 2022      | 0    | Main Event                                       | Cubrió a Doudrop después de que Tamina atacara a está. |
| 168 | R-Truth                                          | 53  | 23 de junio de 2022      | 0    | Main Event                                       | Cubrió a Tozawa después de que este lo había ganado. |
| 169 | Nikki A.S.H.                                     | 2   | 23 de junio de 2022      | 0    | Main Event                                       | Cubrió a Truth después de que Reggie impactara a este hacia la esquina del ring. |
| 170 | Dana Brooke                                      | 6   | 23 de junio de 2022      | 19   | Main Event                                       | Cubrió a Nikki después de que está celebrara con el título en el ring. WWE reconoce que este reinado terminó el 18 de julio de 2022. |
| 171 | Carmella                                         | 3   | 9 de julio de 2022       | 0    | Saturday Night's Main Event                      | Cubrió a Brooke después después de aplicarle una "SuperKick" en el ring. |
| 172 | Dana Brooke                                      | 7   | 9 de julio de 2022       | 1    | Saturday Night's Main Event                      | Cubrió a Carmella después de aplicarle una "Twisted NeckBreaker" en el ring. |
| 173 | Carmella                                         | 4   | 10 de julio de 2022      | 0    | Sunday Stunner House Show                        | Cubrió a Brooke después aplicarle de una "SuperKick" en el ring. |
| 174 | Dana Brooke                                      | 8   | 10 de julio de 2022      | 8    | Sunday Stunner House Show                        | Cubrió a Carmella después de aplicarle una "Twisted NeckBreaker" en el ring. |
| 175 | Akira Tozawa                                     | 15  | 18 de julio de 2022      | 0    | Raw                                              | Cubrió a Brooke con un "Roll-Up" mientras ésta se encontraba luchando junto a Asuka y Alexa Bliss contra Doudrop, Tamina y Nikki A.S.H., y fuera distraída por Reggie. |
| 176 | Nikki A.S.H.                                     | 3   | 18 de julio de 2022      | 0    | Raw                                              | Cubrió a Tozawa después de aplicarle una "Twisted Suplex" en el ring, inmediatamente después de que éste lo había ganado. |
| 177 | Alexa Bliss                                      | 1   | 18 de julio de 2022      | 0    | Raw                                              | Cubrió a Nikki después de aplicarle una "Bliss DDT" en el ring. |
| 178 | Doudrop                                          | 2   | 18 de julio de 2022      | 0    | Raw                                              | Cubrió a Bliss después de aplicarle una "Twisted Splash" en el ring. |
| 179 | Tamina                                           | 4   | 18 de julio de 2022      | 0    | Raw                                              | Cubrió a Doudrop después de aplicarle una "SuperKick" en el ring. |
| 180 | Dana Brooke                                      | 9   | 18 de julio de 2022      | 33   | Raw                                              | Cubrió a Tamina con un "Roll-Up" en el ring. |
| 181 | Nikki A.S.H.                                     | 4   | 20 de agosto de 2022     | 0    | Saturday Night's Main Event                      | Cubrió a Brooke con un "Roll-Up" en el ring. |
| 182 | Tamina                                           | 5   | 20 de agosto de 2022     | 0    | Saturday Night's Main Event                      | Cubrió a A.S.H. con un "Roll-Up" en el ring. |
| 183 | Dana Brooke                                      | 10  | 20 de agosto de 2022     | 1    | Saturday Night's Main Event                      | Cubrió a Tamina con un "Roll-Up" en el ring. |
| 184 | Nikki A.S.H.                                     | 5   | 21 de agosto de 2022     | 0    | Sunday Stunner                                   | Cubrió a Brooke con un "Roll-Up" en el ring. |
| 185 | Shawn Bennett                                    | 1   | 21 de agosto de 2022     | 0    | Sunday Stunner                                   | Cubrió a A.S.H. con un "Roll-Up" en el ring. Primer árbitro en ganar el título. |
| 186 | Tamina                                           | 6   | 21 de agosto de 2022     | 0    | Sunday Stunner                                   | Cubrió a Bennett con un "Roll-Up" en el ring. |
| 187 | Dana Brooke                                      | 11  | 21 de agosto de 2022     | 20   | Sunday Stunner                                   | Cubrió a Tamina con un "Roll-Up" en el ring. |
| 188 | Nikki A.S.H.                                     | 6   | 10 de septiembre de 2022 | 0    | Saturday Night's Main Event                      | Cubrió a Brooke con un "Roll-Up" en el ring. |
| 189 | Eddie Orengo                                     | 1   | 10 de septiembre de 2022 | 0    | Saturday Night's Main Event                      | Cubrió a Nikki con un "Roll-Up" en el ring. Orengo se desempeñó como el árbitro de la contienda. |
| 190 | Tamina                                           | 7   | 10 de septiembre de 2022 | 0    | Saturday Night's Main Event                      | Cubrió a Orengo con un "Roll-Up" en el ring. Reinado no reconocido por WWE. |
| 191 | Dana Brooke                                      | 12  | 10 de septiembre de 2022 | 14   | Saturday Night's Main Event                      | Cubrió a Tamina con un "Roll-Up" en el ring. |
| 192 | Nikki A.S.H.                                     | 7   | 24 de septiembre de 2022 | 0    | Saturday Night's Main Event                      | Cubrió a Brooke con un "Roll-Up" en el ring. |
| 193 | Daphanie LaShaunn                                | 1   | 24 de septiembre de 2022 | 0    | Saturday Night's Main Event                      | Cubrió a Nikki con un "Roll-Up" en el ring. |
| 194 | Nikki A.S.H.                                     | 8   | 24 de septiembre de 2022 | 0    | Saturday Night's Main Event                      | Cubrió a LaShaunn con un "Roll-Up" en el ring. |
| 195 | Dana Brooke                                      | 13  | 24 de septiembre de 2022 | 35   | Saturday Night's Main Event                      | Cubrió a Nikki con un "Roll-Up" en el ring. |
| 196 | Nikki Cross                                      | 9   | 29 de octubre de 2022    | 0    | WWE Live México                                  | Derrotó a Brooke y Tamina en una lucha titular. Anteriormente conocida como Nikki A.S.H. |
| 197 | Tamina                                           | 8   | 29 de octubre de 2022    | 0    | WWE Live México                                  | Cubrió a Nikki con un "Roll-Up" en el ring. |
| 198 | Dana Brooke                                      | 14  | 29 de octubre de 2022    | 1    | WWE Live México                                  | Cubrió a Tamina con un "Roll-Up". |
| 199 | Nikki Cross                                      | 10  | 30 de octubre de 2022    | 0    | WWE Live México                                  | Derrotó a Brooke y Tamina en una lucha titular. |
| 200 | Tamina                                           | 9   | 30 de octubre de 2022    | 0    | WWE Live México                                  | Cubrió a Nikki con un "Roll-Up". |
| 201 | Dana Brooke                                      | 15  | 30 de octubre de 2022    | 9    | WWE Live México                                  | Cubrió a Tamina con un "Roll-Up". |
| 202 | Nikki Cross                                      | 11  | 7 de noviembre de 2022   | 2    | Raw                                              | Derrotó a Brooke en una lucha titular. |
| —   | Desactivado                                      | —   | 9 de noviembre de 2022   | —    | —                                                | Cross tiró el título cerca de un bote de basura, y días después WWE anunció la desactivación del mismo. |

### Total de días con el título
La siguiente lista muestra el total de días que un luchador ha poseído el campeonato si se suman todos los reinados que posee.
| N.º | Campeón                  | Reinados | Total de días |
| --- | ------------------------ | -------- | ------------- |
| 1   | R-Truth                  | 53       | 417           |
| 2   | Dana Brooke              | 15       | 335           |
| 3   | Reginald/Reggie          | 4        | 133           |
| 4   | Akira Tozawa             | 15       | 91            |
| 5   | Rob Gronkowski           | 1        | 57            |
| 6   | Riddick Moss             | 1        | 41            |
| 7   | Mojo Rawley              | 7        | 29            |
| 8   | Bad Bunny                | 1        | 28            |
| 9   | Drake Maverick           | 8        | 22            |
| 10  | Shelton Benjamin         | 3        | 20            |
| 11  | Samir Singh              | 5        | 18            |
| 12  | Elias                    | 4        | 15            |
| 13  | Carmella                 | 4        | 13            |
| 14  | Sunil Singh              | 4        | 10            |
| 15  | Drew Gulak               | 7        | 7             |
| 15  | Maria Kanellis           | 1        | 7             |
| 17  | Angel Garza              | 1        | 4             |
| 18  | Nikki A.S.H./Nikki Cross | 11       | 2             |
| 19  | Peter Rosenberg          | 1        | 1             |
| 20  | Tamina                   | 9        | 0             |
| 20  | EC3                      | 4        | 0             |
| 20  | Cedric Alexander         | 3        | 0             |
| 20  | Jinder Mahal             | 2        | 0             |
| 20  | Mike Kanellis            | 2        | 0             |
| 20  | Tucker                   | 2        | 0             |
| 20  | Doudrop                  | 2        | 0             |
| 20  | Titus O'Neil             | 1        | 0             |
| 20  | Robert Roode             | 1        | 0             |
| 20  | Heath Slater             | 1        | 0             |
| 20  | Pat Patterson            | 1        | 0             |
| 20  | Gerald Brisco            | 1        | 0             |
| 20  | Kelly Kelly              | 1        | 0             |
| 20  | Candice Michelle         | 1        | 0             |
| 20  | Alundra Blayze           | 1        | 0             |
| 20  | Ted DiBiase              | 1        | 0             |
| 20  | Scott Dawson             | 1        | 0             |
| 20  | Dash Wilder              | 1        | 0             |
| 20  | Rob Stone                | 1        | 0             |
| 20  | Bo Dallas                | 1        | 0             |
| 20  | Enes Kanter              | 1        | 0             |
| 20  | Kane                     | 1        | 0             |
| 20  | Marshmello               | 1        | 0             |
| 20  | Kyle Busch               | 1        | 0             |
| 20  | Lince Dorado             | 1        | 0             |
| 20  | Gran Metalik             | 1        | 0             |
| 20  | Erik                     | 1        | 0             |
| 20  | Alexa Bliss              | 1        | 0             |
| 20  | Alicia Fox               | 1        | 0             |
| 20  | Corey Graves             | 1        | 0             |
| 20  | Byron Saxton             | 1        | 0             |
| 20  | Gobbledy Gooker          | 1        | 0             |
| 20  | Doug Flutie              | 1        | 0             |
| 20  | Santa Claus              | 1        | 0             |
| 20  | Shawn Bennett            | 1        | 0             |
| 20  | Eddie Orengo             | 1        | 0             |
| 20  | Daphanie LaShaunn        | 1        | 0             |
| 20  | Mike Rome                | 1        | 0             |
| 20  | Mike Giaccio             | 1        | 0             |
| 20  | Joseph Average           | 1        | 0             |

### Mayor cantidad de reinados
| Reinados | Luchador(es)                                       |
| -------- | -------------------------------------------------- |
| 53 veces | R-Truth                                            |
| 15 veces | Akira Tozawa, Dana Brooke                          |
| 11 veces | Nikki A.S.H./Nikki Cross                           |
| 9 veces  | Tamina                                             |
| 8 veces  | Drake Maverick                                     |
| 7 veces  | Mojo Rawley, Drew Gulak                            |
| 5 veces  | Samir Singh                                        |
| 4 veces  | Elias, EC3, Sunil Singh, Reginald/Reggie, Carmella |
| 3 veces  | Shelton Benjamin, Cedric Alexander                 |
| 2 veces  | Jinder Mahal, Mike Kanellis, Tucker, Doudrop       |

## Campeones especiales

### Luchadores retirados
En negrita, miembros del WWE Hall of Fame
- Pat Patterson
- Gerald Brisco
- Kelly Kelly (Primera mujer en ganar el campeonato)
- Candice Michelle
- Alundra Blayze
- Ted DiBiase
- Kane
- Gobbledy Gooker
- Alicia Fox
- Corey Graves
- Byron Saxton

### No luchadores
- Rob Stone (Actor y presentador)
- Enes Kanter (Jugador de baloncesto)
- Marshmello (DJ y productor musical)
- Michael Giaccio (Ejecutivo de WWE)
- Kyle Busch (Piloto de automovilismo)
- Mike Rome (Anunciador de ring de WWE)
- Rob Gronkowski (Jugador de fútbol americano)
- Peter Rosenberg (Comentarista de WWE)
- Doug Flutie (Exjugador de fútbol americano)
- Bad Bunny (Cantante puertorriqueño)
- Shawn Bennett (Árbitro de WWE)
- Eddie Orengo (Árbitro de WWE)
- Daphanie LaShaunn (Árbitro femenina de WWE)

### Campeones colectivos
- The Revival (Dash Wilder y Scott Dawson)